# Висше училище по агробизнес и развитие на регионите
Висшето училище по агробизнес и развитие на регионите (преименувано от Земеделски колеж във Висше училище през 2011 г.) e частно висше училище в гр. Пловдив, България. Има филиали в Русе и Велико Търново.
Земеделският колеж е разкрит с решение на Министерския съвет на 23 октомври 1992 г. През 2000 г. е преобразуван в самостоятелно висше училище от Народното събрание, а до края на годината е разкрит Център за евроинтеграция и култура с библиотека и издателство. Новият централен учебен и административен корпус на колежа се открива през 2001 г. Висшето училище „Земеделски колеж“ е преобразувано във Висше училище по агробизнес и развитие на регионите с решение на Народното събрание от 6 юли 2011 г. (обн., ДВ, бр. 54 от 15 юли 2011).
Националната агенция за оценяване и акредитация дава институционална акредитация през 2003 г., която е продължена за още 6 години през 2009 г. Акредитиран е за 6 години на 1 юни 2017 г.
Между 2004 и 2007 г. са подписани договори за сътрудничество с висши училища и организации от страната и чужбина като: Университет Съливан (САЩ), Полския университет Воцлавек, Аграрния университет и Консорциума на виртуалния университет в Нитра, Виртуалния университет в България, Националния център за аграрни науки и др.
Лектори в училището са били видни личности като: еврокомисар д-р Меглена Кунева, министър Нихат Кабил, академик Благовест Сендов, професори от Великобритания, Нидерландия, Гърция, Дания и др. Почетното звание доктор хонорис кауза е присъдено (от 2002 г.) на: проф. Димитър Брайков, проф. Георги Сенгалеевич, проф. Жауме Бек (Държавен университет, Барселона, Испания), проф. Пол Куантек (Университет Съливан), проф. Мария Попова, проф. Аркадий Кръстев, проф. д-р инж. Димитър Димитров, проф. д.с.н. Кольо Василев, доц. д-р Георги Москов, проф. д-р Васко Василев, доц. д-р Гено Пепелянков, доц. д-р Волфганг Герхард Люпке- имунолог и вирусолог.

## Ръководство и структура
Ректор е ДОЦ. Д-Р ЕКАТЕРИНА КЮСКИЕВА-АРАБСКА
Основни звена на висшето училище са:
- Факултет по икономика и управление
- Департамент по агробизнес и общообразователни науки
- Институт за регионални изследвания

Висшето училище има:
- Център за професионална квалификация
- Център за кариерно развитие
- Научноизследователски сектор с Център за консултанстка дейност и Център за научно обслужване
- Академично издателство „Талант“
- Академичен медиен комплекс „Натурал-А“ с радио „Натурал“ и телевизия „Натурал-А)
- Клуб „Приятели на ВУАРР“
- Алумни клуб